# Chile en los Juegos Paralímpicos de París 2024
Chile participó en los Juegos Paralímpicos de París 2024. El responsable del equipo paralímpico es el Comité Paralímpico de Chile, así como las federaciones deportivas nacionales de cada deporte con participación.
El 29 de julio de 2024 se anunció a los abanderados para la ceremonia de apertura del evento. El Comité Paralímpico de Chile designó a los deportistas Camila Campos (levantamiento de potencia) y Francisco Cayulef (tenis en silla de ruedas).
Por primera vez en estos juegos, Constanza Fuentes es la primera taekwondista chilena en clasificar en la categoría 65 kilos.
El país obtuvo un total de 6 medallas ()1 de oro, 0 de plata y 5 de bronce), obteniendo así el lugar 45 entre los de mayor numeró de medallas totales al igual que Venezuela, Sudáfrica, Irlanda y Serbia.

## Atletas
| Disciplina                | Deportistas |
| ------------------------- | ----------- |
| Atletismo                 | 3           |
| Badminton                 | 1           |
| Ciclismo                  | 1           |
| Judo                      | 1           |
| Levantamiento de potencia | 4           |
| Natación                  | 3           |
| Piragüismo                | 1           |
| Taekwondo                 | 1           |
| Tenis de mesa             | 7           |
| Tenis en silla de ruedas  | 5           |
| Tiro con arco             | 1           |
| Total                     | 28          |

## Deportistas
Los deportistas chilenos que participaran en París 2024 son::

#### Atletismo
- Amanda Cerna
- Francisca Mardones
- Mauricio Orrego

#### Bádminton
- Jaime Aránguiz

#### Ciclismo
- Hernán Moya

#### Judo
- Johann Herrera

#### Levantamiento de potencia
- Camila Campos
- Jorge Carinao
- Juan Carlos Garrido
- Marion Serrano

#### Natación
- Alberto Abarza
- Vicente Almonacid
- Kiara Godoy

#### Piragüismo
- Katherinne Wollermann

#### Taekwondo
- Constanza Fuentes

#### Tenis de mesa
- Manuel Echaveguren
- Luis Flores
- Tamara Leonelli
- Florencia Pérez
- Matías Pino
- Maximiliano Rodríguez
- Ignacio Torres

#### Tenis en silla de ruedas
- Macarena Cabrillana
- Francisco Cayulef
- Alexander Cataldo
- Diego Pérez
- Brayan Tapia

#### Tiro con arco
- Mariana Zúñiga

## Medallas
| Nombre                | Deporte                   | Evento                      | Medalla | Fecha           |
| --------------------- | ------------------------- | --------------------------- | ------- | --------------- |
| Katherinne Wollermann | Canotaje                  | 200 metros femenino KL1     | Oro     | 8 de septiembre |
| Alberto Abarza        | Natación                  | 100m espalda masculino S2   | Bronce  | 29 de agosto    |
| Alberto Abarza        | Natación                  | 50m espalda masculino S2    | Bronce  | 31 de agosto    |
| Alberto Abarza        | Natación                  | 200m libre masculino S2     | Bronce  | 2 de septiembre |
| Florencia Pérez       | Tenis de mesa             | Individual femenino clase 8 | Bronce  | 6 de septiembre |
| Marion Serrano        | Levantamiento de potencia | -86 kg femenino             | Bronce  | 8 de septiembre |

## Diplomas paralímpicos
| Puesto | Atleta                          | Deporte                   | Evento              | Fecha           |
| ------ | ------------------------------- | ------------------------- | ------------------- | --------------- |
| 4.º    | Francisca Mardones              | Atletismo                 | Lanzamiento de peso | 2 de septiembre |
| 4.º    | Camila Campos                   | Levantamiento de potencia | 50 kg               | 5 de septiembre |
| 5.º    | Jaime Aránguiz                  | Badminton                 | Individual WH2      | 30 de agosto    |
| 5.º    | Matías Pino e Ignacio Torres    | Tenis de mesa             | Dobles MD14         | 30 de agosto    |
| 5.º    | Francisco Cayulef y Diego Pérez | Tenis en silla de ruedas  | Dobles quads        | 30 de agosto    |
| 5.º    | Manuel Echaveguren              | Tenis de mesa             | Clase C10           | 2 de septiembre |
| 5.º    | Luis Flores                     | Tenis de mesa             | Clase C2            | 3 de septiembre |
| 5.º    | Ignacio Torres                  | Tenis de mesa             | Clase C6            | 3 de septiembre |
| 5.º    | Tamara Leonelli                 | Tenis de mesa             | Clase C5            | 3 de septiembre |
| 5.º    | Juan Carlos Garrido             | Levantamiento de potencia | 59 kg               | 5 de septiembre |
| 7.º    | Johann Herrera                  | Judo                      | 60 kg J2            | 5 de septiembre |
| 8.º    | Mariana Zúñiga                  | Tiro con arco             | Compuesto femenino  | 31 de agosto    |
| 8.º    | Jorge Carinao                   | Levantamiento de potencia | 65 kg               | 5 de septiembre |

## Detalle por deporte

### Atletismo

#### Eventos de lanzamiento
| Atleta             | Evento            | Final     | Final |
| Atleta             | Evento            | Distancia | Lugar |
| ------------------ | ----------------- | --------- | ----- |
| Francisca Mardones | Bala femenino F54 | 7,59 m    | 4°    |

#### Eventos de pista
| Atleta          | Evento               | Preliminares | Preliminares | Final        | Final        |
| Atleta          | Evento               | Resultado    | Lugar        | Resultado    | Lugar        |
| --------------- | -------------------- | ------------ | ------------ | ------------ | ------------ |
| Amanda Cerna    | 400 m femenino T47   | 1:02.19      | 11.°         | No clasificó | No clasificó |
| Amanda Cerna    | 200 m femenino T47   | 27.61        | 17.°         | No clasificó | No clasificó |
| Mauricio Orrego | 1500 m masculino T46 | N/A          | N/A          | 4:06.03      | 11.°         |

### Bádminton
| Atleta         | Evento                   | Fase de grupos                   | Fase de grupos                          | Fase de grupos | Semifinal              | Final                  | Final |
| Atleta         | Evento                   | Contrincante Resultado           | Contrincante Resultado                  | Lugar          | Contrincante Resultado | Contrincante Resultado | Lugar |
| -------------- | ------------------------ | -------------------------------- | --------------------------------------- | -------------- | ---------------------- | ---------------------- | ----- |
| Jaime Aránguiz | Individual masculino WH2 | Chan Ho Yuen (HKG) D 10-21, 8-21 | Noor Azwan Noorlan (MAS) V 21-15, 21-13 | 2.°            | Eliminado              | Eliminado              | 5.°   |

### Ciclismo

#### Pista
| Atleta      | Evento                             | Clasificatoria | Clasificatoria | Final        | Final        |
| Atleta      | Evento                             | Tiempo         | Lugar          | Tiempo       | Lugar        |
| ----------- | ---------------------------------- | -------------- | -------------- | ------------ | ------------ |
| Hernán Moya | 1000 m contrarreloj masculino C4-5 | 1:08.476       | 17.°           | No clasificó | No clasificó |
| Hernán Moya | Persecución masculina C5           | 4:50.769       | 13.°           | No clasificó | No clasificó |

#### Ruta
| Atleta      | Evento                    | Clasificatoria | Clasificatoria | Final    | Final |
| Atleta      | Evento                    | Tiempo         | Lugar          | Tiempo   | Lugar |
| ----------- | ------------------------- | -------------- | -------------- | -------- | ----- |
| Hernán Moya | Contrarreloj masculino C5 | N/A            | N/A            | 42:37.64 | 12.°  |
| Hernán Moya | Carrera C4-5              | N/A            | N/A            | 2:39:13  | 16.°  |

### Judo
| Atleta         | Evento              | Preliminar             | Cuartos de final               | Semifinal              | Final/MB                   | Final/MB |
| Atleta         | Evento              | Contrincante Resultado | Contrincante Resultado         | Contrincante Resultado | Contrincante Resultado     | Lugar    |
| -------------- | ------------------- | ---------------------- | ------------------------------ | ---------------------- | -------------------------- | -------- |
| Johann Herrera | -60 kg masculino J2 | N/A                    | Zurab Zurabiani (GEO) D 0-1 MB | N/A                    | Davyd Khorava (UKR) D 0-10 | 7.°      |

### Levantamiento de potencia
| Atleta              | Evento           | Total levantado | Lugar             |
| ------------------- | ---------------- | --------------- | ----------------- |
| Camila Campos       | Femenino -50 kg  | 113 kg          | 4.°               |
| Juan Carlos Garrido | Masculino -59 kg | 184 kg          | 5.°               |
| Jorge Carinao       | Masculino -65 kg | 193 kg          | 8°                |
| Marion Serrano      | Femenino -86 kg  | 134 kg          | Medalla de bronce |

### Natación
| Atleta            | Evento                     | Preliminares | Preliminares | Final        | Final             |
| Atleta            | Evento                     | Tiempo       | Lugar        | Tiempo       | Lugar             |
| ----------------- | -------------------------- | ------------ | ------------ | ------------ | ----------------- |
| Alberto Abarza    | 100 m espalda masculino S2 | 2:01.74      | 2.°          | 2:01.97      | Medalla de bronce |
| Alberto Abarza    | 50 m espalda masculino S2  | 59.99        | 3.°          | 58.12        | Medalla de bronce |
| Alberto Abarza    | 200 m libre masculino S2   | 4:14.71      | 3.°          | 4:22.18      | Medalla de bronce |
| Vicente Almonacid | 100 m pecho masculino SB8  | 1:12.60      | 7.°          | DSQ          | -                 |
| Kiara Godoy       | 100 m mariposa femenino S9 | 1:18.80      | 10.° R       | No clasificó | No clasificó      |

### Piragüismo
| Atleta                | Evento                   | Preliminares | Preliminares | Semifinal | Semifinal | Final  | Final          |
| Atleta                | Evento                   | Tiempo       | Lugar        | Tiempo    | Lugar     | Tiempo | Lugar          |
| --------------------- | ------------------------ | ------------ | ------------ | --------- | --------- | ------ | -------------- |
| Katherinne Wollermann | 200 m kayak femenino KL1 | 55.88        | 1.° (FA)     | Exento    | Exento    | 51.95  | Medalla de oro |

### Tenis de mesa
| Atleta                            | Evento                   | Dieciseisavos de final                      | Octavos de final                            | Cuartos de final               | Semifinal                 | Final                  | Final             |
| Atleta                            | Evento                   | Contrincante Resultado                      | Contrincante Resultado                      | Contrincante Resultado         | Contrincante Resultado    | Contrincante Resultado | Lugar             |
| --------------------------------- | ------------------------ | ------------------------------------------- | ------------------------------------------- | ------------------------------ | ------------------------- | ---------------------- | ----------------- |
| Luis Flores                       | Individual masculino C2  | N/A                                         | Iker Sastre (ESP) V 3-1                     | Cha Soo-yong (KOR) D 0-3       | Eliminado                 | Eliminado              | 5°                |
| Maximiliano Rodríguez             | Individual masculino C4  | N/A                                         | Nesim Turan (TUR) D 1-3                     | Eliminado                      | Eliminado                 | Eliminado              | 9.°               |
| Matías Pino                       | Individual masculino C6  | N/A                                         | Rungroj Thainiyom (THA) D 0-3               | Eliminado                      | Eliminado                 | Eliminado              | 9.°               |
| Ignacio Torres                    | Individual masculino C6  | N/A                                         | Esteban Herrault (FRA) V 3-2                | Matteo Parenzan (ITA) D 0-3    | Eliminado                 | Eliminado              | 5°                |
| Manuel Echaveguren                | Individual masculino C10 | N/A                                         | José Manuel Ruiz (ESP) V 3-1                | Filip Radovic (MNE) D 0-3      | Eliminado                 | Eliminado              | 5.°               |
| Tamara Leonelli                   | Individual femenino C5   | N/A                                         | Christiana Alabi (NGR) V 3-1                | Pan Jiamin (CHN) D 0-3         | Eliminada                 | Eliminada              | 5°                |
| Florencia Pérez                   | Individual femenino C8   | N/A                                         | N/A                                         | Thu Kamkasomphou (FRA) V 3-0   | Huang Wenjuan (CHN) D 0-3 | Eliminada              | Medalla de bronce |
| Luis Flores Maximiliano Rodríguez | Dobles masculino MD8     | N/A                                         | Kim Jung-gil / Kim Young-Gun (KOR) D 0-3    | Eliminados                     | Eliminados                | Eliminados             | 9.°               |
| Matías Pino Ignacio Torres        | Dobles masculino MD14    | N/A                                         | Álvaro Valera / Jordi Morales (ESP) V 3-0   | Liao Keli Yan Shuo (CHN) D 0-3 | Eliminados                | Eliminados             | 5.°               |
| Tamara Leonelli Luis Flores       | Dobles mixto XD7         | Hayley Sands / Christoper Addis (AUS) V 3-0 | Flora Vautier / Florian Merrien (FRA) D 0-3 | Eliminados                     | Eliminados                | Eliminados             | 9.°               |
| Florencia Pérez Ignacio Torres    | Dobles mixto XD17        | Thu Kamkasomphou / Lucas Didier (FRA) D 0-3 | Eliminados                                  | Eliminados                     | Eliminados                | Eliminados             | 17.°              |

### Tenis en silla de ruedas
| Atleta                         | Evento               | Ronda 1                       | Ronda 2                                 | Octavos de final                            | Cuartos de final                                            | Semifinal              | Final                  | Final |
| Atleta                         | Evento               | Contrincante Resultado        | Contrincante Resultado                  | Contrincante Resultado                      | Contrincante Resultado                                      | Contrincante Resultado | Contrincante Resultado | Lugar |
| ------------------------------ | -------------------- | ----------------------------- | --------------------------------------- | ------------------------------------------- | ----------------------------------------------------------- | ---------------------- | ---------------------- | ----- |
| Alexander Cataldo              | Individual masculino | N/A                           | Adam Berdichevsky (ISR) V 6-1, 3-6, 6-3 | Gustavo Fernández (ARG) D 0-6, 1-6          | Eliminado                                                   | Eliminado              | Eliminado              | 9.°   |
| Brayan Tapia                   | Individual masculino | Sergei Lysov (ISR) D 5-7, 1-6 | Eliminado                               | Eliminado                                   | Eliminado                                                   | Eliminado              | Eliminado              | 33.°  |
| Macarena Cabrillana            | Individual femenino  | N/A                           | Zuleinny Rodríguez (COL) V 6-3, 6-1     | Zhenzhen Zhu (CHN) D 0-6, 4-6               | Eliminada                                                   | Eliminada              | Eliminada              | 9.°   |
| Alexander Cataldo Brayan Tapia | Dobles masculino     | N/A                           | N/A                                     | Alfie Hewett / Gordon Reid (GBR) D 1-6, 3-6 | Eliminados                                                  | Eliminados             | Eliminados             | 9.°   |
| Francisco Cayulef              | Individual quad      | N/A                           | N/A                                     | Guy Sasson (ISR) D 2-6, 3-6                 | Eliminado                                                   | Eliminado              | Eliminado              | 9.°   |
| Diego Pérez                    | Individual quad      | N/A                           | N/A                                     | Andrew Lapthorne (GBR) D 4-6, 3-6           | Eliminado                                                   | Eliminado              | Eliminado              | 9.°   |
| Francisco Cayulef Diego Pérez  | Dobles quads         | N/A                           | N/A                                     | N/A                                         | Donald Ramphadi / Lucas Sithole (RSA) D 4-6, 7-6(1), [6-10] | Eliminados             | Eliminados             | 5.°   |

### Tiro con arco
| Deportista     | Evento                        | Clasificación | Clasificación | Ronda de 32                | Ronda de 16                  | Cuartos de final                     | Semifinales     | Final / MB      | Posición |
| Deportista     | Evento                        | Puntos        | Posición      | Oponente Puntos            | Oponente Puntos              | Oponente Puntos                      | Oponente Puntos | Oponente Puntos | Posición |
| -------------- | ----------------------------- | ------------- | ------------- | -------------------------- | ---------------------------- | ------------------------------------ | --------------- | --------------- | -------- |
| Mariana Zúñiga | Individual femenino compuesto | 670           | 15.°          | Na Mi Choi (KOR) V 139-135 | Sheetal Devi (IND) V 138-137 | Phoebe Paterson Pine (GBR) D 143-138 | Eliminada       | Eliminada       | 8.°      |